# Henningshöhle
Die Henningshöhle ist eine sagenumwobene, jetzt unzugängliche Höhle auf dem Heldrastein bei Treffurt in Thüringen.

## Lage
Der Heldrastein ist der östliche Teil eines etwa acht Kilometer langen und über den Forstort Dreiherrenstein, der Schäfersburg (481,7 m ü. NN) bis zur Graburg (514,8 m ü. NN) im Westen reichenden, steil nach Norden zur Werra abfallenden Muschelkalk-Felsabbruches.
Die Reste der Henningshöhle befinden sich etwa 100 Meter vom Turm der Einheit entfernt im oberen Bereich der nordöstlichen Abbruchkante der Felswand.

## Beschreibung
Es handelt sich um eine durch Verwitterungsprozesse im Muschelkalkgestein erweiterte Klüftung, sie war groß genug, um im 18. Jahrhundert als Versteck für Räuberhauptmann Henning zu dienen, einen flüchtigen Räuber und Straftäter.
Bei dem Versuch, unbemerkt zur Höhle abzusteigen, verunglückte am 11. Juni 1920 Hermann Gehl, ein zehnjähriger Schüler aus Schnellmannshausen bei einem Schulausflug. Der Knabe stürzte etwa 60 m tief an der schroffen Felswand in den Tod.
Die Höhle wurde 1936 auf Betreiben des Schankwirtes vom Heldrastein durch eine wagemutige Gruppe junger Burschen freigelegt, hierbei wurde der Höhlenlehm abgegraben und auch die Höhle erstmals vermessen. Zu diesem Zeitpunkt konnte man einen etwa zimmergroßen Raum begehen, dessen Höhe jedoch nur etwa 1,80 Meter betrug. Von der Decke hing eine Art Sintergebilde oder Tropfstein. Der Höhleneingang selbst war schmal und niedrig.
Die Höhle ist nicht mehr zugänglich, seit den 1960er-Jahren brachen mehrfach verwitterte Felspartien des Zugangs und der vorderen Höhlensektion zu Tal.

## Räuber Henning

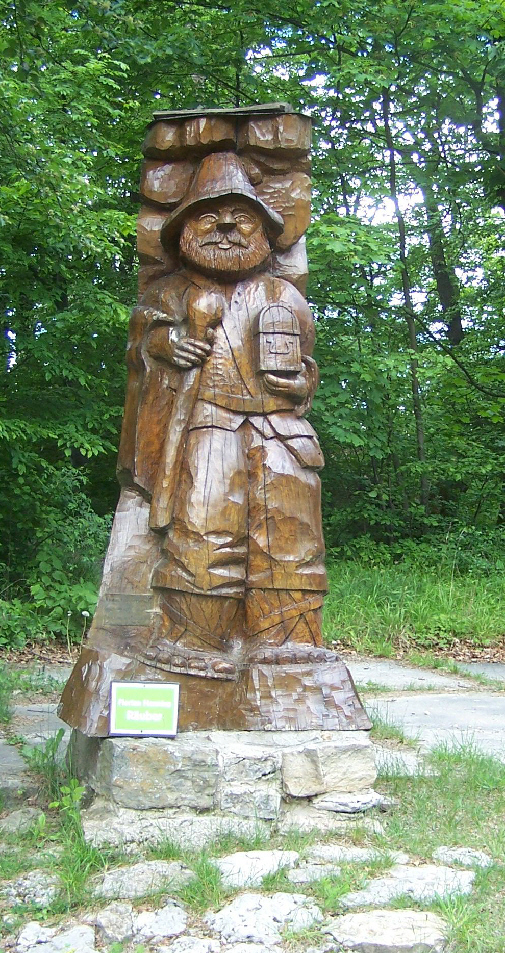
Florian Henning – von einem Holzschnitzer gefertigt

Der Namensgeber Florian Henning soll 1738 in Heldra geboren worden sein. Im Armenhaus aufgewachsen, wusste er mit dem Leben nichts anzufangen und ging zum Militär. Als Söldner lernte er während des Siebenjährigen Krieges das Soldatenhandwerk. Nach Heldra zurückgekehrt, zog es ihn in die Einsamkeit der Wälder des Heldrasteines. In der dortigen Henningshöhle verbrachte er und einige seiner Kumpane die Tage. Ihm werden Raubzüge bis nach Eschwege und Mühlhausen/Thüringen zugeschrieben. In Mihla gibt es eine alte Überlieferung, nach der Henning einem zum Verräter gewordenen Spießgesellen persönlich richtete, indem er ihn erhängte. Das soll sich Am Bach zugetragen haben. Schließlich stürmten Landhusaren und Bauern die Höhle und nahmen Henning gefangen. In Mühlhausen soll er hingerichtet worden sein.
Eine bekannte Sage berichtet, wie Henning gefangen wurde:  Er hatte eine junge Frau aus dem Werratal entführt, sie musste sich ihm unterwerfen. Einmal erhielt sie Gelegenheit, ihre Mutter im Tal aufzusuchen. Zuvor musste sie noch einen heiligen Eid schwören, ihn nicht zu verraten: doch das Mädchen fand einen Ausweg:
»Keinem Menschen darf ich’s sagen.
Doch dem Ofen will ich’s klagen:
Droben in dem Henningsloch
Trage ich des Räubers Joch!«
Mit einem Beutel Erbsen markierte sie auf dem Heimweg eine unauffällige Spur zur Höhle. Es gelang, das lange gesuchte Versteck des Räubers zu entdecken und seiner habhaft zu werden.
Bis August 1961 konnte das Plateau des Heldrasteines noch von Bewohnern der benachbarten thüringischen Orte Schnellmannshausen, Scherbda, Treffurt, Großburschla, Falken, Volteroda, Ifta und Creuzburg erreicht werden; es war ein beliebtes Ausflugsziel und wurde besonders an den Sommer- und Herbstwochenenden aufgesucht. Von der ehemaligen Gaststätte gelangte man auf einem waghalsigen Kletterpfad zu der Henningshöhle.
Die Umgebung der Höhle wurde inzwischen als Naturschutzgebiet ausgewiesen, hier brüten seltene Vögel, in den Felsspalten leben Fledermäuse. Im Ausstellungsbereich der Hüneburg befinden sich mehrere Erläuterungstafeln zur Geschichte des Heldrasteines, sie zeigen auch Bilder aus der Vorkriegszeit, auf denen die Felspartien an der Höhle dargestellt sind.